# Brighton & Hove Albion Football Club 2015-2016
Questa voce raccoglie le informazioni riguardanti il Brighton & Hove Albion Football Club nelle competizioni ufficiali della stagione 2015-2016.

## Stagione
The Seagulls, hanno partecipato nella stagione 2015-2016 alla Championship, secondo livello del calcio inglese, e alle due massime coppe nazionali. Nella coppa di Lega inglese, sono usciti al secondo turno; mentre in FA Cup hanno raggiunto il terzo turno. In campionato, hanno conquistato l’accesso ai play-off promozione giungendo terzi, ma sono stati eliminati dallo Sheffield Wednesday  al primo turno.

## Maglie e sponsor
Sponsor tecnico Nike
| Manica sinistra · Manica sinistra · Maglietta · Maglietta · Manica destra · Manica destra · Pantaloncini · Pantaloncini · Calzettoni · Calzettoni | Manica sinistra · Maglietta · Maglietta · Manica destra · Pantaloncini · Pantaloncini · Calzettoni · Calzettoni | Manica sinistra · Maglietta · Maglietta · Manica destra · Pantaloncini · Calzettoni |

## Rosa
| N. |                        | Ruolo | Calciatore       |
| -- | ---------------------- | ----- | ---------------- |
| 1  | Finlandia (bandiera)   | P     | Niki Mäenpää     |
| 2  | Spagna (bandiera)      | D     | Bruno Saltor     |
| 3  | Scozia (bandiera)      | D     | Gordon Greer     |
| 4  | Germania (bandiera)    | D     | Uwe Hünemeier    |
| 5  | Inghilterra (bandiera) | D     | Lewis Dunk       |
| 6  | Inghilterra (bandiera) | C     | Dale Stephens    |
| 7  | Israele (bandiera)     | C     | Beram Kayal      |
| 8  | Galles (bandiera)      | C     | Andrew Crofts    |
| 9  | Inghilterra (bandiera) | A     | Sam Baldock      |
| 10 | Israele (bandiera)     | A     | Tomer Hemed      |
| 12 | Camerun (bandiera)     | D     | Gaëtan Bong      |
| 13 | Inghilterra (bandiera) | P     | David Stockdale  |
| 14 | Spagna (bandiera)      | D     | Iñigo Calderón   |
| 15 | Scozia (bandiera)      | C     | Jamie Murphy     |
| 16 | Danimarca (bandiera)   | P     | Casper Ankergren |
| 17 | Inghilterra (bandiera) | D     | Connor Goldson   |

| N. |                         | Ruolo | Calciatore        |
| -- | ----------------------- | ----- | ----------------- |
| 19 | Paesi Bassi (bandiera)  | C     | Elvis Manu        |
| 20 | Inghilterra (bandiera)  | C     | Solly March       |
| 21 | Inghilterra (bandiera)  | A     | James Wilson      |
| 22 | Paesi Bassi (bandiera)  | C     | Danny Holla       |
| 23 | Inghilterra (bandiera)  | D     | Liam Rosenior     |
| 24 | Inghilterra (bandiera)  | C     | Rohan Ince        |
| 25 | Inghilterra (bandiera)  | A     | Bobby Zamora      |
| 26 | Irlanda (bandiera)      | D     | Glen Rea          |
| 27 | Francia (bandiera)      | C     | Anthony Knockaert |
| 28 | Zimbabwe (bandiera)     | D     | Adam Chicksen     |
| 29 | Irlanda (bandiera)      | C     | Richie Towell     |
| 30 | RD del Congo (bandiera) | C     | Kazenga LuaLua    |
| 33 | Inghilterra (bandiera)  | D     | Liam Ridgewell    |
| 36 | Inghilterra (bandiera)  | C     | Steve Sidwell     |
| 38 | Rep. Ceca (bandiera)    | C     | Jiří Skalák       |